# Чудовисько (повість)

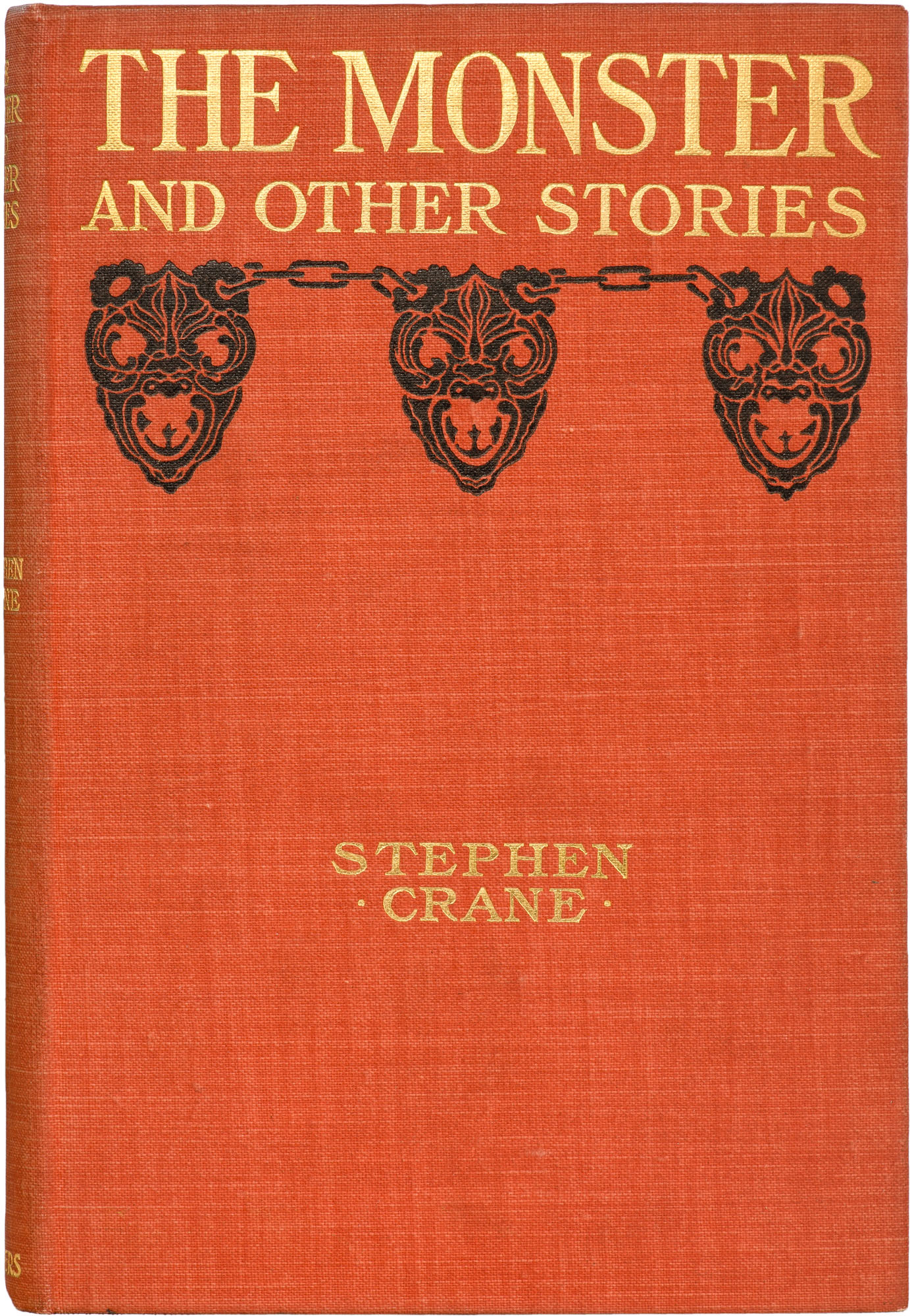
Обкладинка книги видавництва 1899 року

«Чудо́висько» (англ. The Monster) — повість американського письменника Стівена Крейна (1871—1900), вперше видана у журналі «Harper’s Magazine» у серпні 1898 року. Пізніше включено в останню прижиттєву збірку творів автора «Чудовисько та інші оповідання» (1899). У творі майстерно розкрито питання забобонів, страху та ізоляції в маленькому містечку.

## Сюжет
Події відбуваються у вигаданому містечку Вайломвіль (Нью-Йорк), прототипом якого був Порт-Джервіс (містечко, в якому Стівен Крейн провів своє дитинство). Конюх міського лікаря містера Трескотта афроамериканець Генрі Джонсон отримує дуже сильні опіки, рятуючи сина власника з пожежі, що сталась у будинку господаря. Містечко не може прийняти потворної зміни зовнішності Генрі і прозиває його «Чудовиськом». Лікар усіляко піклується про колишнього конюха, надаючи йому притулок та допомогу. Він залишається вірним принципам людяності й моралі навіть тоді, коли довколишні мешканці засудили його рішення та почали уникати членів його родини.

## Проблематика
Підняті у творі теми — страх і мужність, жертовність і готовність суспільства відповідально й осмислено прийняти її, потворність і деформованість, питання співчуття, толерантності, ізоляції суспільством — постають і в інших творах письменника, залишаючись і досі актуальними для будь-якого суспільства. Як і в інших оповіданнях, у «Чудовиську» є риси імпресіонізму та імажинізму.

## Екранізації
У 1959 році — фільм «Обличчя вогню» («Face of Fire», США), режисер — Альберт Бенд.

## Видання українською мовою
Шлюпка у відкритому морі та інші оповідання / переклад Ігоря Андрущенка. — К. : Знання, 2014. — 190 с. — ISBN 978-617-07-0178-7